# Église Saint-Denis de Viry-Châtillon
Pour les articles homonymes, voir Église Saint-Denis.
L'église Saint-Denis est une église paroissiale de culte catholique, dédiée à l'évêque saint Denis, située dans la commune française de Viry-Châtillon et le département de l'Essonne.

## Situation
| \| Localisation de l'église Saint-Denis dans l'Essonne. · Église Saint-Denis \| Localisation de l'église Saint-Denis dans l'Essonne. |
| Localisation de l'église Saint-Denis dans l'Essonne. · Église Saint-Denis                                                            |

L'église Saint-Denis est située sur le coteau surplombant le centre-ville de Viry-Châtillon et la vallée de la Seine, dans un triangle formé par l'autoroute A6, la route nationale 7 et la route départementale 445, à proximité du parc de Choiseul et du lac de Viry-Châtillon.

## Histoire
Une première église fut mentionnée à cet endroit dès le XIe siècle. L'édifice actuel fut construit entre la fin du XIIe siècle et le début du XIIIe siècle. En 1633, fut élevée la cloche actuelle dans le clocher. Au XVIIIe siècle, l'église bénéficia d'une réfection et la nef fut élargie et décorée de boiseries. En 1717, fut ajoutée une statue populaire de saint Nicolas. Au XIXe siècle, fut ajoutée l'abside accueillant la sacristie. Le 16 juillet 1925, l'édifice fut inscrit aux monuments historiques. À partir de 1961, fut entreprise une importante campagne de rénovation qui s'étala sur une quinzaine d'années.

## Description
L'église est constituée d'une nef à cinq travées surmontée de voûtes d'ogive ouverte par un portail principal donnant sur le parvis nord et un secondaire à l'Est et agrandie par deux collatéraux. Elle est fermée à l'ouest par un chœur à chevet, complété par une abside accueillant la sacristie. Le clocher carré est complété à l'ouest par un escalier en poivrière, ouvert par trois baies et deux oculus sur chaque face et sommé d'un toit pyramidal d'ardoise. Le bâtiment est encore entouré de l'ancien cimetière paroissial.
L'église est décorée de statues du XVIIe siècle en plâtre grandeur nature de sainte Catherine et en bois de sainte Luce classées le 5 décembre 1908,, d'une copie sur toile de La Vision de Saint-Romuald d'Antiveduto Grammatica du XVIIe siècle classé à la même date, et d'une statue en bois de saint Nicolas datée en 1716, classée le 20 juillet 1931.
Depuis septembre 2013, l'édifice est fermé sur décision municipale après la chute de morceaux (le plus gros de 4 cm sur 7 cm, pour moins de 200 g) qui se sont détachés de la voûte tunnel, en jonction arrière du deuxième arc boutant, 2e travée depuis le chœur. L'édifice se meurt, l'orgue dépérit, l'église n'est plus chauffée en hiver. Quid des statues cultuelles ? personne ne sait où elles se trouvent, alors même que deux d'entre elles avaient été entièrement restaurées l'année précédente. Il est de surcroît à craindre de nombreuses entrées d'eau, particulièrement au niveau de l'autel en bois situé dans la chapelle latérale gauche, celui de la sainte Vierge, là même où des futurs chevaliers de l'ordre équestre du Saint-Sépulcre de Jérusalem furent bénis à l'avant-veille de leur départ vers Jérusalem.
La municipalité étudie la possibilité de la rouvrir.

## Galerie

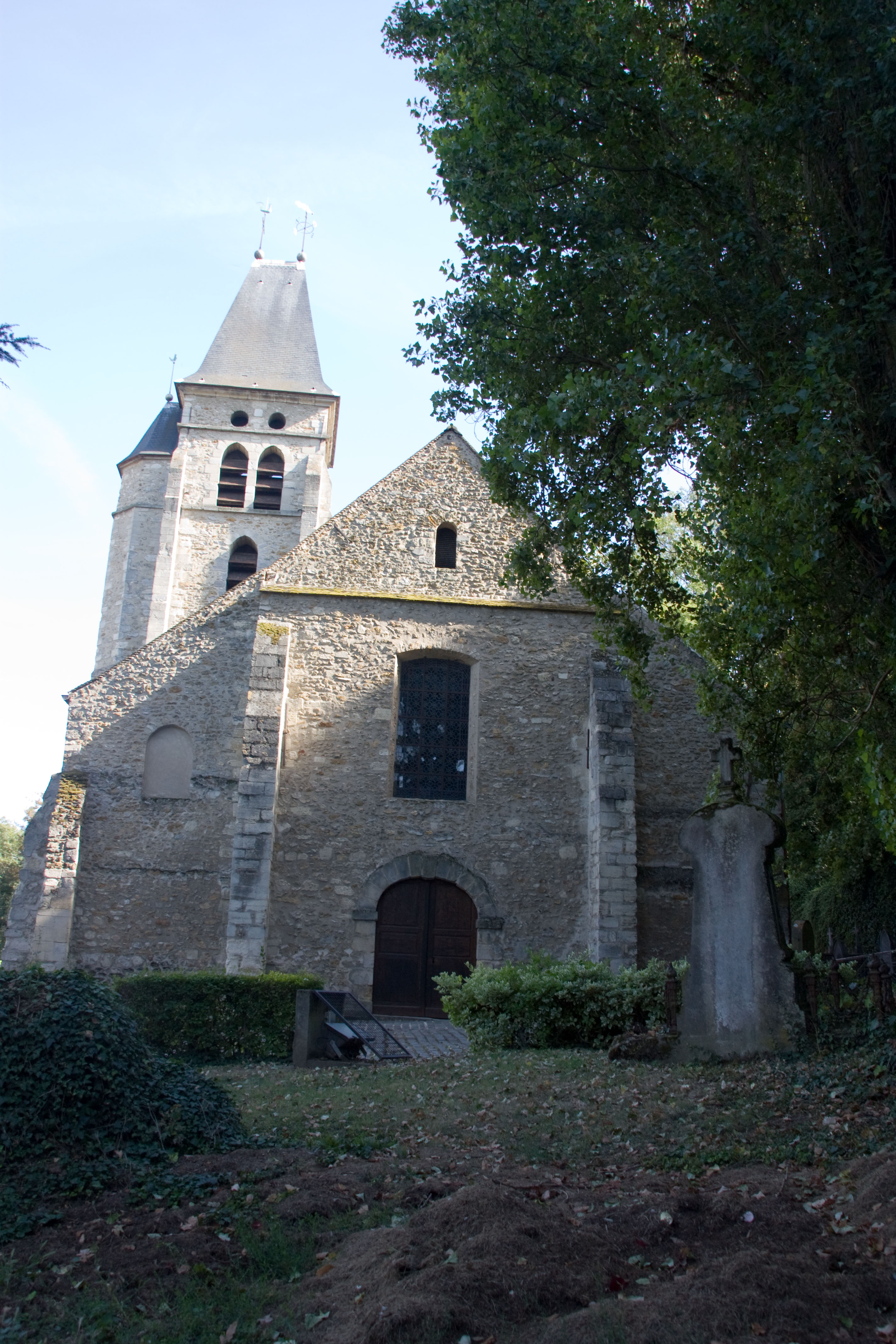
Le porche sur la façade septentrionale.
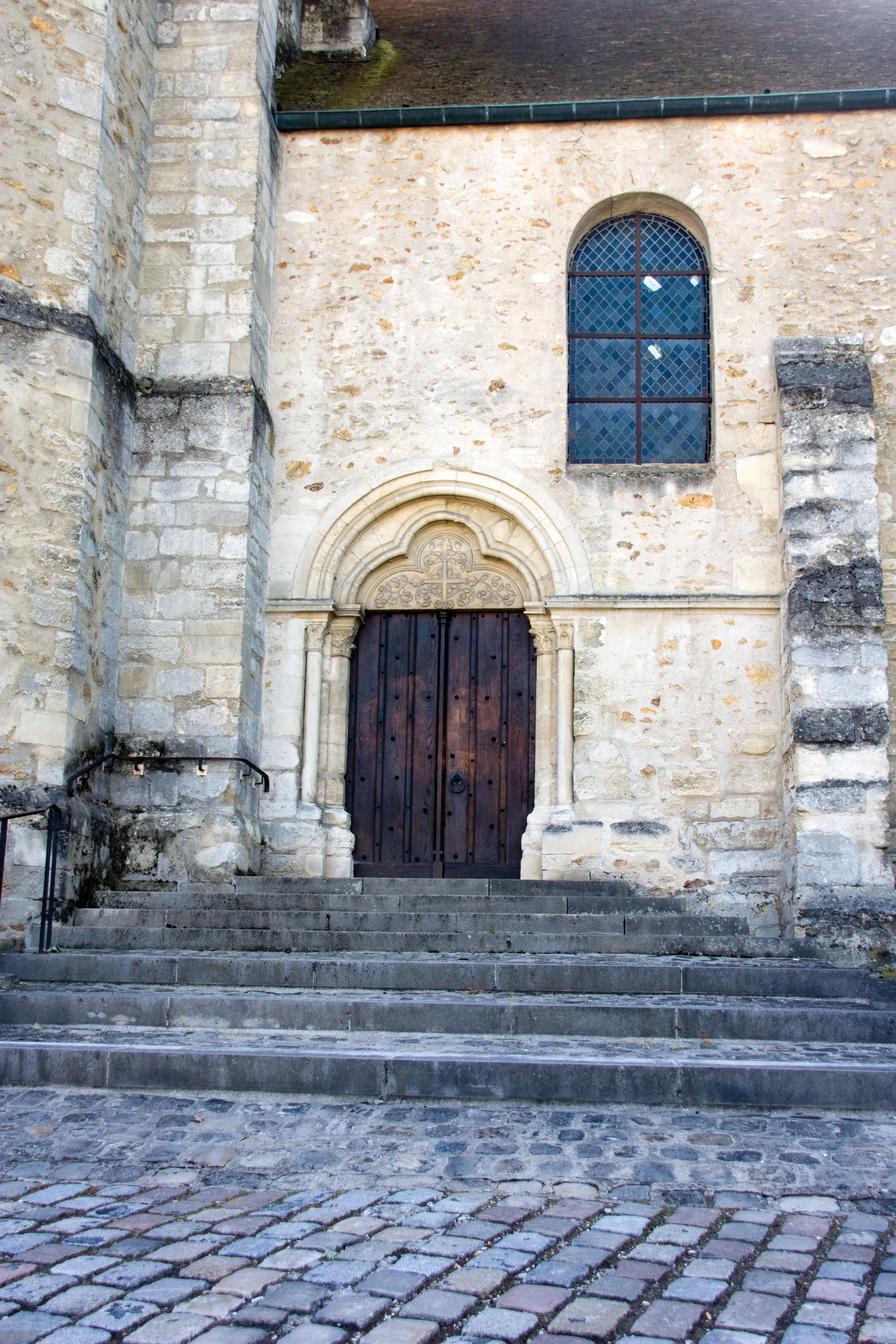
Le porche sur la façade orientale.
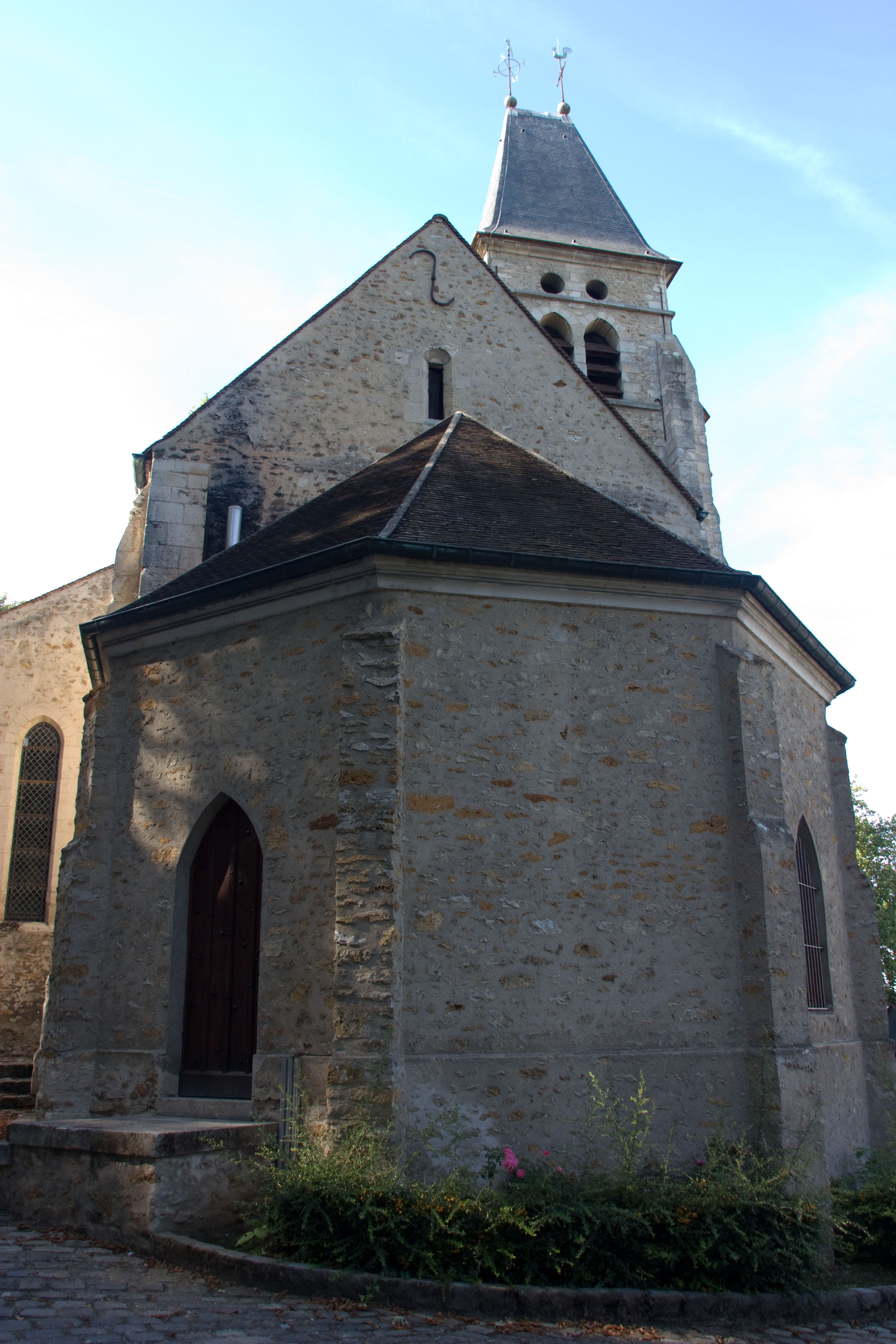
L'abside côté occidental.
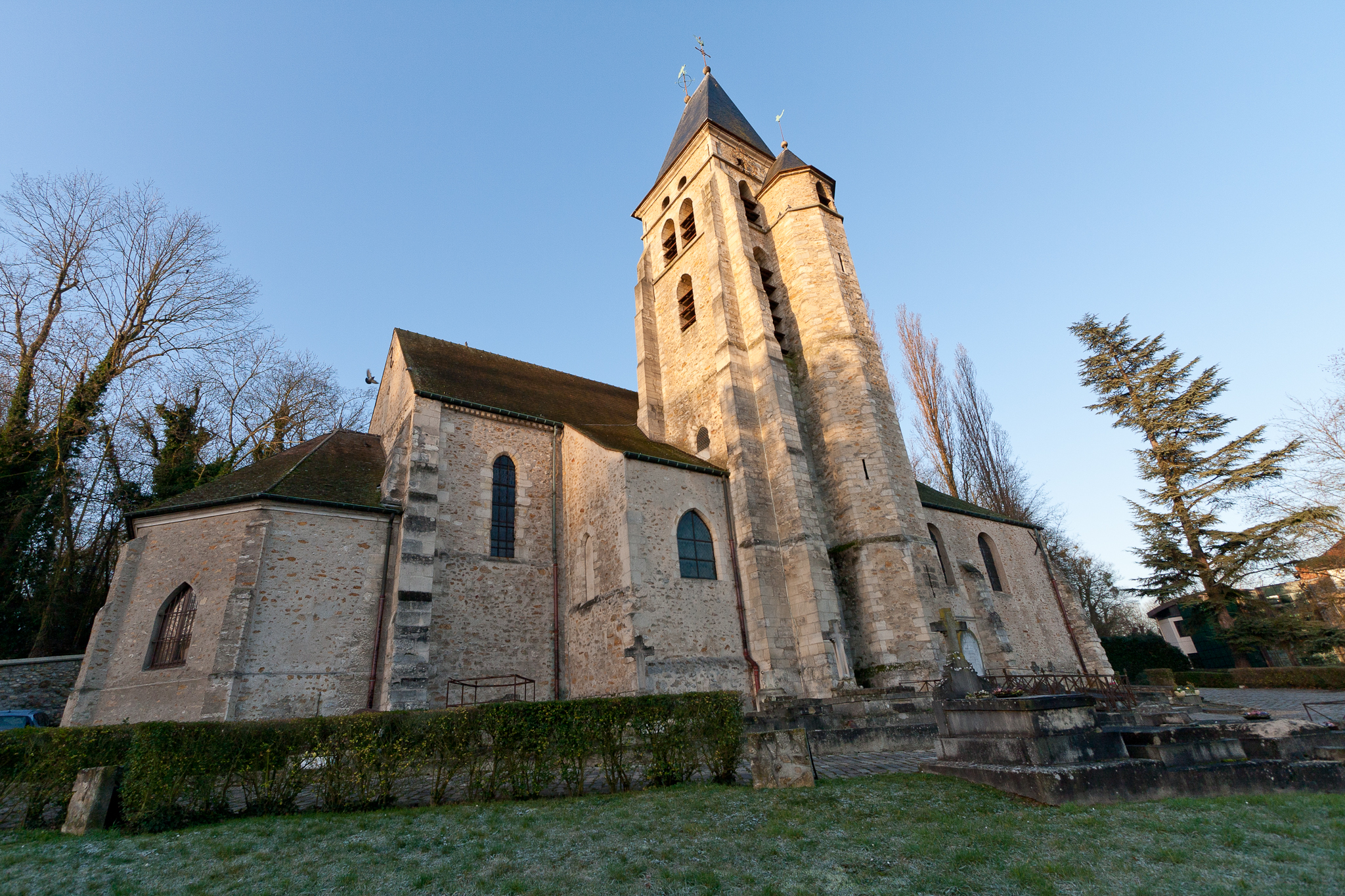
Vue de la façade principale de l'église.